# Autobusna linija br. 149 u Zagrebu
Linija 149 (Kuniščak – Šestinski dol) dnevna je autobusna linija u Zagrebu.
Prometuje na trasi: Kuniščak (kružni tok) – Mandaličina ulica – Vrhovec (kod Šestinskog vrha)
Pri povratku s Vrhovca na stajalištu Kuniščak postaje linija 129 te nastavlja putovanje za Šestinski dol. Ista promjena se događa na liniji 129: pri povratku na Kuniščak ponovno postaje linija 149.
Povezuje Šestinski vrh i Vrhovec sa stajalištem Mandaličina u čijoj se blizni nalazi istoimeno tramvajsko stajalište.
Na Vrhovcu ne postoji pravo okretište, nego se autobus mora polukružno okretati unatrag.

## Vanjske poveznice
- Vozni red linije 149

1. ↑  Datoteke u GTFS formatu. zet.hr. Pristupljeno 5. lipnja 2025. - Sadrži informacije tijela javne vlasti u skladu s Otvorenom dozvolom